# Winning a Battle, Losing the War

Winning a Battle, Losing the War (Una batalla ganada, una guerra perdida en Chile y España y A bout de course en Francia) es el tercer episodio de la primera temporada de Grey's Anatomy. Fue estrenado en su versión original en inglés el 10 de abril de 2005 por ABC y fue escrito por Shonda Rhimes y dirigido por Tony Goldwyn, siendo el primero dirigido por él, pues los dos episodios anteriores fueron dirigidos por Peter Horton.

## Sinopsis
Es el Dead Baby Bike, una competencia anual realizada por ciclistas en la ciudad de Seattle, por esto, el hospital se llena de heridos con todo tipo de lesiones, lo que genera una competencia entre los internos, que buscan llevarse los casos más graves y extraños. Mientras, Preston y Derek compiten por el cargo de jefe de residentes, Derek persigue románticamente a Meredith y un paciente varón coquetea con George.

## Música
- There's a Girl, de The Ditty Bops.
- I Won't Be Left, de Tegan and Sara.
- Wishful Thinking, de The Ditty Bops.
- You Are My Joy, de Reindeer Section.
- Fools Like Me, de Lisa Loeb.

## Título
El nombre es el mismo de una canción de Kings of Convenience.